# Фотад Кайрптех і Фотад Айртех
Фотад Кайрптех і Фотад Айртех – (ірл. - Fothad Cairpthech, Fothad Airgthech) – вони ж: Фотад Бойова Колісниця та Фотад Геніальний (він же – Фотад Грабіжник) – верховні королі Ірландії, брати, правили сумісно. Час правління: 272 – 273 роки н.е. (згідно з хроніками Джеффрі Кітінга) або 284 – 285 роки н.е. (згідно з «Книгою Чотирьох Майстрів»).

## Походження
Сини верховного короля Ірландії Лугайда мак Кона (ірл. - Lugaid mac Con). 

## Прихід до влади і правління
Прийшли до влади в результаті загибелі верховного короля Ірландії Кайрбре Ліфехайря в битві під Гавре (Габхре) у війні з феніями. Правили Ірландією всього один рік – через рік спільного правління Фотад Айртех убив свого брата, але потім і сам загинув разом зі своїм сином від руки Кальте мак Ронайна (ірл. - Caílte mac Rónáin) – одного з останніх феніїв – в битві під Олларба (ірл. – Ollarba). Битва відбувалась між військом Фотада Кайрптеха та військом його ворога - Фіаха Срайвтіне (ірл. - Fiacha Sraibhtine), який потім став верховним королем Ірландії. 